# Nádorvárosi evangélikus templom
A nádorvárosi evangélikus templom Győrött, Nádorváros főutcáján, a Baross úton található evangélikus templom. A fakupolával fedett téglatemplom a magyar népies szecesszió kiemelkedő alkotása.
A Sándy Gyula által tervezett templom építése 1940-ben kezdődött, és 1944-re készült el építészetileg. A kivitelezést Káldy Barna irányította. A templombelső berendezése azonban csak fokozatosan, az anyagi lehetőségekhez mérten történt. Először elkészültek a tölgyfa-padok, az oltár és a szószék, majd az orgona is. A templom legértékesebb részlete a vörös márványból készült keresztelőkút, amit Borsos Miklós készített. A medencét a négy evangélista alakja oszlopként tartja. A mű érdekessége, hogy az alkotó az evangélisták fejét a kor híres művészeiről mintázta: Mátéét Kodály Zoltánról, Márkét Barcsay Jenőről, Lukácsét Egry Józsefről és Jánosét saját magáról. A medence fedele bronzból készült, szintén Borsos Miklós alkotása. Az ő munkája az oltár melletti Angyali híradás című hatalmas bronz dombormű is. Az oltárt díszítő feszület és a hat kovácsoltvas gyertyatartó Schima Bandi, a híres győri iparművész alkotása. A templom 531 kg-os harangja 1997-ben készült el.

## Külső hivatkozások
- A Győri Evangélikus Egyházközség honlapja